# Eiko Išioka
Eiko Išioka (石岡 瑛子, Išioka Eiko, 12. července 1938 Tokio – 21. ledna 2012 Tokio) byla japonská kostýmní návrhářka a grafická designérka. Proslavila se především zpracováním kostýmů k filmu Drákula a Sněhurka.

## Životopis
Narodila se v Tokiu. Její otec pracoval jako komerční grafický designér, matka byla žena v domácnosti. Otec podporoval její umělecké ambice, ale varoval ji před prací v tomto odvětví, které bylo ve své době mužskou doménou. Eiko vystudovala Tokijskou univerzitu múzických umění. Svoji kariéru začala v roce 1961 v reklamním oddělení kosmetiské firmy Shiseido. Na začátku 70. let si otevřela vlastní studio. Jedním z jejích hlavních klientů byl řetězec nákupních komplexů Parco, pro který více než dekádu vytvářela reklamní a propagační materiály. Právě její práce pro Parco, která vykazovala eklektické, avantgardní a mezinárodní tendence, tehdy vzácně viděné v japonské reklamě, jí pomohla prosadit její značku a reputaci. Například její reklamy občas zobrazovaly zcela nebo téměř nahé modelky, což byla v Japonsku rarita. Také příliš nezobrazovala samotné komerční produkty. V jedné televizní reklamě pro Parco, herečka a oblíbenkyně Išioky, Faye Dunaway, loupe minutu a půl natvrdo uvařené vejce. Pro zimní olympijské hry v Salt Lake City v roce 2002, navrhla uniformy a oblečení pro členy švýcarského, kanadského, japonského a španělského týmu. Také byla uměleckou ředitelkou návrhů kostýmů zahajovací ceremonie letních Olympijských her v Pekingu v roce 2008.

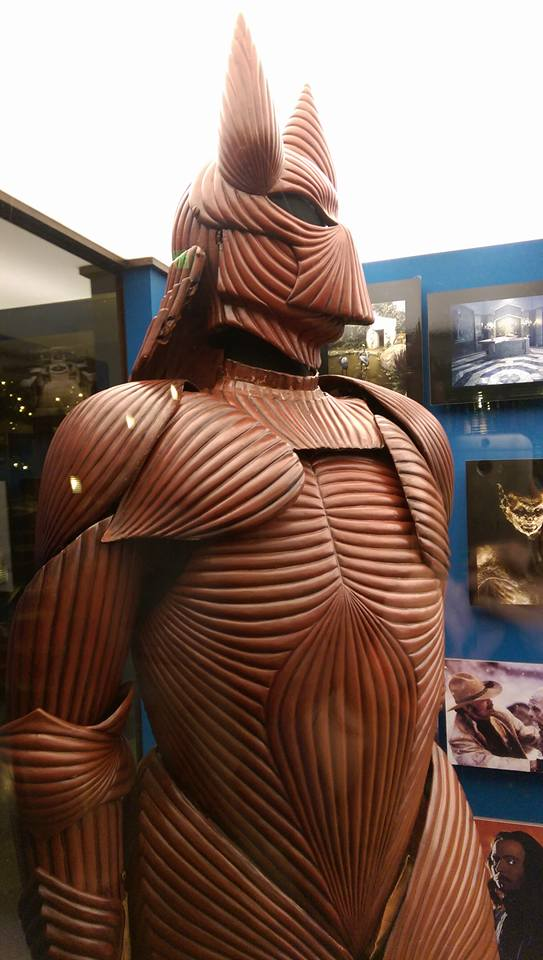
Kostým hraběte Drákuly pro film Drákula (1992), který měl na sobě Gary Oldman.

### Kostýmní tvorba
V roce 1985 si Išioku vybral Paul Schrader jako produkční designu k filmu Mishima: A Life in Four Chapters, což jí stejný rok vyneslo speciální cenu na filmovém festivalu v Cannes. Pracovala také s Francisem Coppolou na japonské verzi plakátu k filmu Apokalypsa, což nakonec vedlo k jejich spolupráci na tvorbě filmu Drákula za který Eiko získala Oscara. Nejvýraznějšími kostýmy ve filmu jsou svatební šaty s výrazným krajkovým nákrčníkem, inspirovaným límci ještěrů, a rudé brnění hraběte Drákuly, které vypadá jako odhalená vlákna svalů. Kostýmy pro film jsou také inspirované obrazy Gustava Klimta.
Svou tvůrčí prací se podílela i na filmech Cela, Pád, Válka Bohů a Sněhurka.
Tvořila i kostýmy pro divadlo a cirkus. V roce 2002 navrhla kostýmy pro akrobatickou show Cirque du Soleil, Varekai. Také režírovala hudební videoclip „Cocoon” islandské zpěvačky Björk.
Tvorba Eiko Išioky se nachází ve stálých sbírkách světových muzeí. Jedním z nich je například Muzeum moderního umění v New Yorku. V roce 2020 se konala výstava Eiko Ishioka: Blood, Sweat, and Tears—A Life of Design v Tokijském muzeu současného umění.
Zemřela 21. ledna 2012 v Tokiu na rakovinu slinivky. Několik měsíců před smrtí si v nemocnici vzala svého partnera Nicholase Soultanakise.

## Filmografie
| Rok  | Název                            | Režisér/ka           |
| ---- | -------------------------------- | -------------------- |
| 1985 | Mishima: A Life in Four Chapters | Paul Schrader        |
| 1991 | Closet Land                      | Radha Bharadwaj      |
| 1992 | Drákula                          | Francis Ford Coppola |
| 2000 | Cela                             | Tarsem Singh         |
| 2006 | Pád                              | Tarsem Singh         |
| 2007 | Teresa, el cuerpo de Cristo      | Ray Loriga           |
| 2011 | Válka Bohů                       | Tarsem Singh         |
| 2012 | Sněhurka                         | Tarsem Singh         |

## Ocenění
Eiko Išioka vyhrála v roce 1987 cenu Grammy za nejlepší výtvarné zpracování alba Tutu Milese Davise a v roce vyhrála 1992 Oscara za nejlepší kostýmy za film Drákula, který režíroval Francis Ford Coppola. Také získala dvě nominace na cenu Tony za návrh kulis a kostýmů pro divadelní hru M. Butterfly v Broadway theatre. V roce 2012 byla nominována na Oscara za nejlepší kostýmy k filmu Sněhurka.

## Knihy
V roce 1990 vydala kolekci svých grafických prací v knize Eiko by Eiko: Eiko Ishioka: Japan's Ultimate Designer. V roce 2000 vydala druhou knihu Eiko on Stage.